# Мікулін (Красницький повіт)
Мікулін (пол. Mikulin) — село в Польщі, у гміні Красник Красницького повіту Люблінського воєводства.
Населення — 133 особи (2011).
У 1975-1998 роках село належало до Люблінського воєводства.

## Демографія
Демографічна структура станом на 31 березня 2011 року:
|          | Загалом | Допрацездатний вік | Працездатний вік | Постпрацездатний вік |
| -------- | ------- | ------------------ | ---------------- | -------------------- |
| Чоловіки | 64      | 15                 | 42               | 7                    |
| Жінки    | 69      | 10                 | 37               | 22                   |
| Разом    | 133     | 25                 | 79               | 29                   |